# Josie Talbot
Josie Talbot (* 9. August 1996 in Sydney) ist eine australische Radsportlerin, die bei Rennen auf Bahn und Straße startet.

## Sportlicher Werdegang
Josie Talbot begann ihre sportliche Laufbahn im Triathlon, sattelte dann aber auf Radsport um. Ihren ersten wichtigen Sieg hatte sie 2011 bei der Straßenmeisterschaft von New South Wales in der Kategorie U15.
2012 wurde Talbot Junioren-Ozeanienmeisterin im Omnium auf der Bahn, im Jahr darauf im Straßenrennen. In den folgenden Jahren war sie vorrangig auf der Bahn erfolgreich. 2013 sowie 2014 errang sie bei Junioren-Weltmeisterschaften drei Bronzemedaillen; weitere Medaillen errang sie bei Ozeanien-Meisterschaften im Bahnradsport. Die Straßenradsport-Weltmeisterschaften 2022 wurden in ihrem Heimatort Wollongong ausgetragen, jedoch konnte sie das Straßenrennen nicht beenden. Im selben Jahr wurde sie Ozeanienmeisterin im Straßenrennen.
2023 erhielt Josie Talbot einen Vertrag beim Cofidis Women Team. Beim Eintagesrennen reVolta 2023 stand sie für ihr Team als Dritte erstmals auf dem Podium. Im Juni 2024 entschied sie eine Etappe der Tour Féminin International des Pyrénées für sich. Einen Monat später gewann sie das Eintagesrennen La Périgord Ladies.
Nach zwei Jahren im Team Cofidis wechselte Talbot zur Saison 2025 in die UCI Women’s WorldTour zum Team Liv AlUla Jayco.

## Erfolge

### Straße
2013
- Junioren-Ozeanienmeisterin – Straßenrennen

2022
- Ozeanienmeisterin – Straßenrennen

2024
- eine Etappe Tour Féminin International des Pyrénées
- La Périgord Ladies

### Bahn
2012
- Junioren-Ozeanienmeisterin – Omnium
- Junioren-Ozeanienmeisterschaft – Mannschaftsverfolgung (mit Lauren Perry, Kelsey Robson und Elissa Wundersitz)
- Australische Junioren-Meisterin – Omnium

2013
- Junioren-Weltmeisterschaft – Einerverfolgung
- Australische Junioren-Meisterin – Omnium

2014
- Junioren-Weltmeisterschaft – Scratch, Punktefahren
- Australische Junioren-Meisterin – Scratch

2016
- Ozeanienmeisterschaft – Zweier-Mannschaftsfahren (mit Ashlee Ankudinoff)

 2017 
- Ozeanienmeisterschaft – Mannschaftsverfolgung (mit Kristina Clonan, Macey Stewart, Breanna Hargrave und Danielle McKinnirey)

- Ozeanienmeisterschaft – Scratch

2019
- Ozeanienmeisterschaft – Mannschaftsverfolgung (mit Maeve Plouffe, Sam de Riter und Breanna Hargrave)